# Kamienica przy ul. Gdańskiej 116 w Łodzi
Kamienica przy ul. Gdańskiej 116 w Łodzi – modernistyczna kamienica znajdująca na rogu ul. Gdańskiej i ul. Zamenhofa w Łodzi.

## Historia
Budowę budynku rozpoczęto w 1936, a zakończono już w 1937. Autorem projektu architektonicznego był Stefan Derkowski, natomiast pierwszymi właścicielami Stanisław i Maria Chyżyńscy.
Budynek wpisany jest do gminnej ewidencji zabytków miasta Łodzi pod numerem 198.

## Architektura
Kamienica zlokalizowana jest w południowej pierzei ul. Zamenhofa i we wschodniej pierzei ul. Gdańskiej. Posiada rzut założony na planie zbliżonym do litery L oraz 2,5-traktowy układ wnętrz, z klatkami schodowymi w trakcie tylnym. Wejście frontowe znajduje się d strony ul. Zamenhofa, a sień przejazdowa od strony ul. Gdańskiej.
Budynek trzypiętrowy z piwnicą oraz częściowo użytkowym poddaszem. Dachy posiadają niewielki kąt nachylenia połaci. Strefa narożna cofnięta względem lica elewacji pierzejowych, do tego zaakcentowana, powyżej parteru, pionami balkonów o zaokrąglonych płytach i ażurowych balustradach z siatki stalowej w kątowniku.
Fasada od strony ul. Gdańskiej jest dwunastoosiowa, z czterema pionami balkonów. Brama sieni przejazdowej dwuskrzydłowa, w formie przeszklonej kraty. Natomiast fasada od strony ul. Zamenhofa jest sześcioosiowa, z dwoma pionami balkonów. Cokół obłożono płytami kamiennymi. Powyżej, na elewacjach ułożono szlachetny tynk barwiony. Okna jednopoziomowe, jedno-, dwu-i trójdzielne. Otwory okienne ujęto we wspólne gzymsy parapetowe i nadokienne, a kwadratowe otwory okienne poddasza ujęto w opaski. Cały budynek zamknięto uskokowym gzymsem wieńczącym.